# 西安交通大学理学院
西安交通大学理学院，是西安交通大学的一个学院，其前身为成立于1930年的交通大学科学学院。1994年西安交通大学重新恢复理学院建制。

## 历史
- 1930年：交通大学成立科学学院。
- 1956年：在全国院系调整、交通大学西迁后，学校组建数理力学系。
- 1994年：在原有数学系、物理系等的基础上，恢复理学院建制。
- 2011年：数学学科成立数学与统计学院，原物理学科与化学学科组成理学院。[2]

## 系所设置

### 物理学科
- 大学物理系
- 应用物理系
- 应用物理学（试验班）[3]
- 光信息科学与技术系
- 材料物理系
- 实验物理中心

### 化学学科
- 大学化学系
- 应用化学系
- 材料化学系
- 化学教学实验中心

### 重点实验室及中心
- 教育部物质非平衡合成与调控重点实验室
- 陕西省先进功能材料及介观物理重点实验室[1]

### 科研机构
- 高电荷态原子物理研究所
- 化学物理研究所
- 分析科学研究所
- 文化遗产保护研究所